# Tommy Allsup
Thomas Douglas Allsup (Owasso, Oklahoma, 24 de noviembre de 1931-Springfield, Misuri, 11 de enero de 2017), conocido como Tommy Allsup, fue un músico y productor estadounidense de rockabilly y swing.

## Biografía
Allsup nació el 24 de noviembre de 1931 en Owasso, Oklahoma y fue un miembro inscrito de Nación Cherokee. Tuvo un hijo, Austin, que también es músico y compitió como concursante en la undécima temporada de The Voice.
Trabajó con animadores como Buddy Holly, incluyendo tocar la guitarra principal en "It's So Easy" y "Lonesome Tears", así como tocó con Bob Wills & His Texas Boys. Allsup estaba de gira con Holly, Ritchie Valens y J. P. Richardson cuando casualmente perdió un lanzamiento de moneda contra Valens por un lugar en el avión accidentado en Clear Lake, Iowa que acabó con la vida de Valens, Holly, Richardson y el piloto Roger Peterson el 3 de febrero de 1959. Los investigadores inicialmente pensaron que Allsup había muerto en el accidente debido al hecho de que le había dado a Holly su billetera para que Holly pudiera usar la identificación de Allsup para reclamar una carta enviada por correo a favor. Allsup se mudó a Los Ángeles, tocando con bandas locales y haciendo una sesión de trabajo, incluyendo la composición del tema "Guitar Twist", de The Ventures. 
Regresó a Odessa, Texas, donde trabajó con Ronnie Smith, Roy Orbison y el productor Willie Nelson. 
También fue productor del éxito futurista y profético transatlántico y australiano, "In the Year 2525", de Zager & Evans. Luego en 1968, se mudó a Nashville donde trabajó y produjo con Bob Wills, 24 Great Hits by Bob Wills and His Texas Playboys. A mediados de los años 70, sirvió como productor de un par de álbumes de Asleep at the Wheel. 
En 1979 creó un club llamado Tommy's Heads Up Saloon en Fort Worth, Texas. El club fue llamado así por la victoria de Allsup contra Valens en el lanzamiento de la moneda. 
Fue el último miembro sobreviviente del tour de Buddy Holly en el Winter Dance Party de 1959. Allsup falleció en un hospital de Springfield, Misuri el 11 de enero de 2017 tras complicaciones de una cirugía de hernia.